# Surahammar
Surahammar è una località della Svezia capoluogo dell'omonimo comune, conta 4 634 abitanti e si trova nella contea di Västmanland.